# Anortalia fleutiauxi
Anortalia fleutiauxi is een keversoort uit de familie lieveheersbeestjes (Coccinellidae). De wetenschappelijke naam van de soort is voor het eerst geldig gepubliceerd in 1902 door Weise. De soort werd genoemd naar de Franse entomoloog Edmond Fleutiaux.